# Боеспособност
Боеспособност e степента, в която държавните военни сили са в състояние да поддържат боя и да изпълняват военни мисии . Тя е съществен елемент на бойната готовност на войските и съществена за постигането на победа.

## Дефиниция
Боеспособността зависи от военните единици и формирования, видът и интензитетът на бойните сражения, загуби и възможността за бързото им заместване / попълване, обучение и тренинг на персонала, предоставяне на материални части и други условия.